# Role panturkismu v postsovětském prostoru
Panturkismus je prototypem panideologie, která se snaží o vytvoření tzv. Turanu, jenž je velkou zemí všech turkických národů. Jako každá panideologie s sebou nese nebezpečí v podobě silného nacionalistického a expanzionistického elementu. Cílem této panideologie je odstranění všech překážek a sjednocení turkického obyvatelstva na planetě Země. Tato ideologie byla velice frekventovaným tématem na území bývalého Sovětského svazu, jelikož na jeho prostoru žilo nemalé množství turkických národů, kteří se periodicky snažily o sjednocení ve společný veliký Turan.

## Historická báze panturkismu
Historické kořeny panturkismu sahají až ke konci devatenáctého a začátku dvacátého století do oblastí osídlených krymskými Tatary v rámci carského Ruska, mezi nimiž docházelo k hlavní proliferaci myšlenky teritoriálního a politického sjednocení všech turkických národů. Celá podoba panturkismu nejprve nesla spíše charakter kulturního obrození všech turkických národů, jež žily na území carského Ruska. Jednalo se o snahu vyzdvihnout svůj vlastní historický a kulturní duch, díky čemuž se neměl dostat do zapomnění společný původ v podobě hlavní pojící esence. Za otce této počáteční podoby panturkismu je označován spisovatel a politik tatarského původu Ismail Gasprinski, který stál u zrodu kulturního muslimsko-turkického hnutí pod názvem džadismus a od roku 1912 začal vydávat deník s názvem "Terdžiman", jenž představoval první široce rozšířenou podobu turkicko-slovanských novin. Paradoxním faktem je to, že ke vzniku panturkických idejí nedocházelo na území tehdejší Osmanské říše, kde turkické národy představovali majoritní složku obyvatelstva, jež nebyla jakýmkoliv způsobem kulturně potlačována, ale u turkotatarských národů v rámci Ruského impéria, kde majoritní slovanské obyvatelstvo vzhlíželo k těmto národům jako k potenciálnímu nebezpečí a ohrožení, jež by v případě svého posílení, mohlo vyžadovat větší úroveň politické autonomie. Podobné obavy byly následně potvrzené, když začátkem dvacátého století začal panturksimus nabírat iredentistický nádech s cílem odpojení území, kde kompaktně žily turkické národy a následně jeho připojení k tzv. Turkestánu, který byl podobou jakéhosi finálního cíle všech představitelů panturkického hnutí. Role hlavního aktéra padla na Osmanskou říší, jež byla jediným turkickým státem, který měl kompletní politickou nezávislost na ostatních velmocích. To bylo také důvodem proč se záhy kolébka panturkismu přesunula z území carského Ruska na území Osmanské říše, kde už daná ideologie, nesla kromě kulturních i politické a teritoriální ambice. Stejně jako Ismail Gasprinski stál u zrodu kulturní podoby panturkismu, tak za otce jíž zmíněné, agresivnější a expanzionistické podoby je označován tatarský, původně panturanický, ideolog Jusuf Akchura. Právě on zanesl do celého ideologického konceptu expanzivní a etnické prvky, na základě kterých mělo dojít k sjednocení všech území s převážně turkickým obyvatelstvem a paralelně i k nucené asimilaci ostatních etnik. Dle výše popsaných faktů, je možné konstatovat, že panturkismus procházel svým vývojem podle aktuální politické situace a postupně se měnil v rasovou a šovinistickou ideologií, která nenechávala ve svém konceptu prostor pro jakýkoliv jiný než turkický element.
Samotná Osmanská říše, byla začátkem dvacátého století v politicky a vojensky katastrofálním stavu. Během první balkánské války, přišla říše o všechny svoje teritoriální výboje v Evropě, čímž se potvrdila její vojenská a ekonomická zaostalost. V rámci vnitřního uspořádání již bylo jasné, že pan-islamismus a panosmanismus nejsou ideologiemi, jež by dokázaly celou vnitropolitickou záležitost uklidnit a ukojit nacionalistické tendence, jež vznikaly a rozšiřovaly se mezi obyvatelstvem. Bylo potřeba přijít s něčím, co by povzbudilo primárně turkickou složku obyvatelstva k dalšímu boji, a tím i zabránit kompletnímu rozložení říše. Vyvrcholením této potřeby se stala mladoturecká revoluce v roce 1908. Jejími hlavními aktéry byly výrazné osobnosti z řad makedonských vojenských důstojníků, jež požadovaly po tehdejším sultánovi Abdulhamidlovi II obnovení činnosti parlamentu a vyhlášení demokratických voleb pod pohrůžkou vojenského tažení na Istanbul. Výsledkem bylo, že sultán sice zavedení demokraticko- politických procesů přislíbil, ale svoje slovo nedodržel, díky čemuž byl v roce 1909 sesazen a nahrazen svým bratrem Mehmedem V Resatem. Spolu s Abdulhamidem II byla sesazena i stání ideologie v podobě panislamismu a nahrazena mladotureckým panturkismem, který měl s sebou přinést i ukojení tehdejších nacionalistických tendencí mezi turkickým obyvatelstvem Osmanské říše. I tento historický zvrat však nemohl kompletně pomoci situaci, ve které se říše ocitla. Další potenciální možností změnit svoji aktuální situaci v rámci mezinárodního systému se stala první světová válka. Osmanská říše se připojila k bloku centrálních mocností, ve kterém se nacházelo Německo, Itálie, Rakousko-Uhersko a Bulharsko. Válka však skončila vítězstvím vojenského táboru Dohody a Osmanská říše se ocitla v situaci, kdy musela čelit pozici poražené velmoci. Nehledě na zdrcující porážku, představovala první světová válka pro panturkisty historickou událost, během které se dostali nejblíže k realizaci svého finálního cíle.

## Vliv panturkismu na formování postsovětského prostoru
Když se v prosinci roku 1991 rozpadl Sovětský svaz, pro mnohé subjekty mezinárodního systému v euroasijském regionu skončila dlouholetá éra sovětské nadvlády a začala éra nová, která byla charakteristická velkým množstvím vnitropolitických problémů a konfliktů. Došlo ke vzniku mocenského vakua, které bylo potřeba zaplnit novým směrem své zahraničně politické orientace. Vzhledem k dlouholeté přímé závislosti na moskevském centru nebyly jednotlivé členské státy schopny hned na začátku efektivně naložit s politickou svobodou a volnosti, kterou dostaly. Rázně se začal projevovat nejobávanější element sovětské centrální vlády a to nacionalismus. Důvodem k tak rychlému nárůstu nacionalismu v mnoha oblastech a regionech SSSR bylo dlouholeté vnucování politiky bratrství národů, pod kterou došlo ke zmražení všech předešlých etnických a nacionálních sporů. O to více se však po destabilizaci a rozpadu centrální vlády dostaly na povrch spory založené na etnické bázi. Nesensitivní etno-geografická politika SSSR způsobila, že v rámci skoro každého sovětského státu existovalo etnicky minoritní obyvatelstvo, jež sloužilo jako instrument potenciálního nátlaku pro centrální vládu v případě neposlušnosti dané sovětské republiky. Kromě nacionálního napětí se též projevila i ekonomická recese členských států, která byla způsobená neschopnosti socialistického režimu efektivně nakládat s omezenými zdroji. Bývalé sovětské republiky si musely zvolit nový směr orientace své zahraniční politiky a též se správně rozhodnout ve volbě nového hegemona v daném regionu. Možnosti k výběru u jednotlivých nástupnických států byly v podstatě dvě. Buď setrvat v těsném politickém a ekonomickém vztahu s nově vzniklou Ruskou Federací, nebo nasměrovat svojí zahraniční politiku jiným směrem, který se ve většině případů protínal se západem. Stejná volba nyní čekala i turkické státy bývalého SSSR, kterými byly Kazachstán, Ázerbájdžán, Turkmenistán, Kyrgyzstán a Uzbekistán. Tyto republiky díky své dlouholeté závislosti na Moskvě, nebyly schopné efektivně fungovat bez subvence ze strany potenciálního hegemona v postsovětském regionu.
Celý proces rozpadu SSSR a nutnost nástupnických státu zvolit novou alternativu pro svoji zahraniční politiku, představoval pro Turecko šanci získat pozici leadera v daném regionu. Apelací na společný turkický původ mohlo Turecko dosáhnout jak většího sblížení s jednotlivými turkickými státy, tak i oslabení dlouholetého rivala v podobě Ruska. Bylo potřeba efektivně a konstruktivně navázat diplomatické vztahy s nově vzniklými republikami, díky čemuž by bylo možné následně změnit směr jejich vývoje, tak aby u nich zanikla závislost na Rusku jak v ekonomickém tak i v bezpečnostním aspektu. I samotné Turecko, jako postimperiální stát, nemělo jasně vyprofilovanou podobu své zahraniční geostrategie. V rámci jeho zahraniční politiky existovaly tři následující alternativy:
Modernisté si představují Turecko v podobě evropského státu a tím pádem se snaží směrovat jeho politiku západním směrem. Tato vize je aktivně též podporována USA, jelikož prostřednictvím vstupu Turecka do Evropské unie se pro ně otevírá široká perspektiva dostat pod svoji přímou kontrolu i vztahy Turecká s kavkazskými a středoasijskými oblastmi, čímž paralelně dojde i k oslabeni vlivu Ruska v těchto regionech. Avšak tento koncept je těžce realizovatelný v praxi. Vzhledem k problémům Turecka v rámci dodržování lidských práv a absenci nutné míry demokracie, se jen stěží dá předpokládat, že k jeho vstupu do EU dojde. Dalším faktorem, jenž vylučuje evropský směr turecké zahraniční politiky, je navázaní ekonomických vztahů mezi Německém, Francií a Íránem. Kvůli dlouholetým teritoriálním a ekonomickým sporům mezi Tureckem a Íránem, by mohlo dojít k ochlazení vztahu Íránu s Francií a Německem. Při uvědomění si faktu, že Německo zaujímá v íránském komoditně-finančním obratu první místo, je možné si jen stěží představit, že by Berlín obětoval své vztahy s Teheránem ve prospěch zájmů Ankary a Washingtonu.
Islamisté vidí největší perspektivu v angažovanosti Turecka na Blízkém Východě, a proto se snaží otočit směr turecké zahraniční politiky směrem na jih. Avšak i zde logická predikce napovídá, že není možné dosáhnout větších úspěchů. Faktem podporujícím dané tvrzení je, že turecká sekulární politika, rázně odrazuje islámské státy na Blízkém Východě od těsnější kooperace s ním.
Nacionalisté jsou přesvědčení o tom, že Turecko musí otočit směr své zahraniční politiky na oblast Kaspického moře a Střední Asie, protože zde se nachází Turkům etnicky nejbližší element v podobě turkických národů obývajících tento region. A jedině zde bude moci Turecko efektivně využít svůj potenciál hegemona a konstruktivně obhajovat své ekonomické a politické ambice, jež jdou diametrálně proti zahraničně-politickým cílům Ruské Federace. Právě tato třetí poslední alternativa staví na panturkickém základu a při hlubší analýze nenaráží na větší překážku v rámci praktické realizace. Jedinou možnou slabinou daného konceptu je nedostačující ekonomická síla a nezávislost Turecka, která by mohla potenciálně odradit Ázerbájdžán a státy Střední Asie od percepce Ankary jako regionální velmoci.
Na základě výše vyložených faktů je tedy možné konstatovat, že jednotlivé varianty tureckého zahraničního vývoje v sobě kromě ryze tureckých zájmů nesou i zájmy západních velmocí a to primárně USA. Spojené státy americké si jsou velice dobře vědomy, že na východní polokouli potřebují mít silného spojence, prostřednictvím, kterého by mohly realizovat své ekonomické a politické cíle. USA si jsou též vědomy, že bez podpory západních velmocí by Turecko nebylo schopno obsadit pozici hegemona v rámci turkických, postsovětských států. Daná skutečnost je také důvodem, proč dle USA leží cesta Turecka na východ právě přes západ. Díky ekonomické podpoře, kterou Turecko má možnost dostat od západních států, bude automaticky posílená jeho pozice na východě, čímž se jak středoasijské státy tak i kavkazské státy mohou dostat pod větší kontrolu západu. Je tedy zřejmé, že na celou problematiku panturkismu v rámci postsovětského prostotu je potřeba nahlížet geostrategicky širší optikou než pouze skrz dichotomii Turecko-turkické státy. Avšak pro realizaci panturkických idejí by instrumentální snaha pouze ze strany Turecka nebyla dostačující, jelikož v daném procesu je nezbytný oboustranný zájem, který u některých turkických států postsovětského prostoru zanikl z důvodu volby odlišného zahraničněpolitického směru. Turkmenistán se po rozpadu SSSR neukázal jako silný protagonista panturkického hnutí a spíše se zaměřil na své politicko-ekonomické vztahy s Íránem. V rámci Uzbekistánu panturkismus též nenašel silné podpory díky tomu, že základním bodem celého konceptu představovala nadřazená pozice Turecka jako sjednotitele, což šlo proti uzbeckým hegemoním ambicím. Pozice Kyrgyzstánu se v průběhu osmdesátých let odvíjela spíše protiruským směrem, což ho automaticky sbližovalo s Ankarou, avšak díky obavám o svoji bezpečnost kvůli nástupu regionálních ambicí Uzbekistánu a Číny se v devadesátých letech jeho směr začal obracet opět k Rusku.

### Ázerbájdžán
Ázerbájdžán představoval pro Turecko historického spojence, prostřednictvím kterého se Turecko nejednou snažilo o rozšíření své sféry vlivu do oblasti Jižního Kavkazu a Střední Asie. Jak z etnického tak i z teritoriálního hlediska lze tuto zemi označit pro Turecko za nejbližší ze všech suverénních turkických států. Z historické perspektivy se v rámci panturkického konceptu podařilo nejblíže dostat do druhé fáze realizace dané ideologie, tzv. fáze oguzianismu, která představuje teritoriální spojení Turecka s dnešním Ázerbájdžánem. Oba dva národy svazuje i společný historický původ nomádů, jenž se snaží o systematickou archaizaci své přítomnosti na jimi momentálně obývajícím území. Tomuto harmonickému vztahu daných dvou států v kontextu svého původu a panturkismu kromě historického pozadí rázně přispívá i jejich společná negativní zkušenost se slovanským elementem v podobě ruské nadvlády ať už ze strany carského Ruska nebo později Sovětského svazu, který komplexně utlumil všechny ázerbájdžánské panturkistické  tendence. Snahy o teritoriální spojeni Turecka a Ázerbájdžánu se opětovně probudily hned po rozpadu SSSR a vyhlášeni nezávislosti nové ázerbájdžánské republiky v srpnu roku 1991. Turecko jako první stát přiznalo Ázerbájdžánskou republiku za plnoprávného aktéra mezinárodních vztahů. Tím se pro tureckou politickou elitu naskytla nová možnost posílení svého vlivu v daném regionu, jelikož uznáním vzniklé republiky získalo Turecko silného spojence v oblasti jižního Kavkazu. Zároveň hned po rozpadu SSSR spolu se samostatností Ázerbájdžánu přišla i první velká zkouška, která měla otestovat pevnost turecko-ázerbájdžánských vztahů v praxi. Tímto testem se stal tehdy již v plném proudu probíhající konflikt v Náhorním Karabachu mezi karabašskýmí Armény a Ázerbájdžánci.
Náhorní Karabach představuje nevelké území o rozloze 4800 km čtverečných s většinovým arménským obyvatelstvem, jež bylo v roce 1924 předáno pod jurisdikci etnický cizího Ázerbájdžánu a následně prohlášeno za jeho autonomní oblast. Tento proces byl součásti bolševické politiky získání potenciálního tlaku na většinu sovětských republiky v podobě umělého vytvoření oblasti možného konfliktů na etnické bázi. Po celou dobu setrvání NKAO v rámci Ázerbájdžánské sféry vlivu docházelo k systematické snaze o změnu etnodemografické situace ve prospěch ázerbájdžánského etnika, ať už socioekonomickou marginalizací autonomie ze strany Baku nebo represí kulturně-lingvistické stránky arménského obyvatelstva. Výsledkem těchto praktik byla silná proliferace secesionistických a iredentistických tendencí v rámci arménského obyvatelstva Náhorního Karabachu. V letech 1988–1991 periodicky docházelo na daném území k menším vojenským potyčkám mezi představiteli tzv. Výboru pro Karabach (Garabagh komité, GhK) a nacionalisticky založenou Lidovou ázerbájdžánskou frontou (Azerbaycan Xalq Cephesi, AXC) v čele s panturkicky smýšlejícím Abülfezem Elçibeyem, jenž později stanul i v čele samotného Ázerbájdžánu. Po definitivním rozpadu Sovětského svazu došlo ke stažení ruských vojsk z karabašského území, což způsobilo, že obě dvě strany měly možnost mezi sebou zahájit regulérní válku s použitím všech válečných prostředků, které měly k dispozici. Celý konflikt skončil v roce 1994 porážkou ázerbájdžánské národní armády na území Náhorního Karabachu arménským vojskem a podepsáním mezi oběma válčícími stranami křehkého příměří, na bázi kterého je celá situace regulovaná doteď.
Samotné Turecko sice vystupovalo jako ázerbájdžánský spojenec, ale nikdy se neodhodlalo vojensky veřejně zasáhnout na jeho straně. V první fázi konfliktu se Turecko snažilo samo sebe prezentovat jako nestranného prostředníka, jenž se snaží o regulaci celé situace prostřednictvím mírových negociačních nástrojů. Avšak poté co se celý konflikt začal vyvíjet ve prospěch arménské strany, Ankara se rozhodla k veřejnému zásahu v podobě kompletní ekonomické blokády samotné Arménie uzavřením společných hranic. Kromě tohoto veřejného aktu se Ankara neodhodlala k jiné intervenci do konfliktu na straně Ázerbájdžánu kvůli obavám ze své možné diskreditace v rámci mezinárodního systému. Na formulaci této opatrné turecké oficiální pozice v karabašském konfliktu mělo vliv pět nejdůležitějších faktorů. První faktor představoval tzv. kemalistický syndrom, jenž v rámci Turecké zahraniční politiky i nadále přetrvával. Základním postulátem jeho konceptu, byla snaha otevřeně nezasahovat do zahraničních událostí, jež neohrožují Turecko přímo a tím pádem mu ponechávají možnost zachování své neutrality. Druhým faktorem byla skutečnost, že Turecko se v roce 1952 stalo plnohodnotným členem Severoatlantické aliance, což by v případě jeho vojenské intervence do konfliktu mohlo západní mocnosti dostat do přímého střetu s Ruskem. Tato obava USA byla důvodem, proč západní mocnosti vyvíjely tlak na Turecko s cílem udržení jeho vojenské nestrannosti. Nástroji pro realizaci daného tlaku byla výstraha, že v případě, kdy by Turecko vyslalo svá vojska do Náhorního Karabachu, dojde ze strany USA k vojenskému embargu, což zneschopní Ankaru efektivně bojovat proti kurdské separatistické organizaci PKK v oblasti jihovýchodní Anatólie. Kromě vojenského embarga ze strany USA by turecký vojenský zásah v regionu Jižního Kavkazu mohl narušit jeho vztahy s evropskými mocnostmi, které chtěly vidět Turecko jako stabilního energetického partnera prostřednictvím ropovodu Baku–Tbilisi–Ceychan (BTC). Celá situace by následně ztížila Turecku jeho potenciální vstup do EU. Dalším důležitým faktorem, jenž rázně ovlivnil pozici Turecka k danému konfliktu, byly turecké obavy z možné reakce Ruska v případě jeho vojenské intervence na straně Ázerbájdžánu. Rusko v té době představovalo pro Turecko kromě historického rivala také jednoho z největších ekonomických partnerů. Při hlubší analýze tureckých zahraničně-ekonomických vztahů lze dojít k závěru, že finanční interakce mezi Tureckem a Ruskem byla až několikanásobně větší než interakce mezi Tureckem a všemi ostatními turkickými státy v postsovětském prostoru. Kromě ekonomické závislosti zde bylo možné očekávat i přímý střet, jenž by se s největší pravděpodobnosti neomezil pouze na diplomatické nástroje. O tom se bylo možné přesvědčit v roce 1993, kdy tehdejší ministr obrany Pavel Gračov, navštívil Ankaru a jasně dál najevo tureckému prezidentu Turgutu Özalovi, že v případě, kdy by Turecko zintenzivnilo své vojenské vztahy s Ázerbájdžánem, tak by mohlo počítat se začátkem třetí světové války. Pod vlivem kemalistického syndromu a turecké historické pragmatičnosti se Özal přiklonil ke komfortnější variantě v podobě zachování lukrativních ekonomických a politických vztahů s Moskvou. Čtvrtým faktorem byla silná pozice arménského lobby v USA, jež vyvíjela tlak na vládu Spojených státu amerických k oficiálnímu přiznání genocidy Arménů, jež probíhala během první světové války ve východní oblasti Osmanské říše. Admise této skutečnosti by následně mohla též negativně ovlivnit percepci Turecka jako západně orientovaného státu s pevně demokratickými principy. Posledním faktorem, který utvrdil Turecko ve správnosti udržení své neutrality v rámci karabašského konfliktu, byl precedens z roku 1974, kdy mezinárodní společenství rázně odsoudilo tureckou severo-kyperskou invazi. Celá situace nahrávala identickému postupu mezinárodního společenství i v případě Náhorního Karabachu. Pod nemalým kumulativním tlakem daných pěti faktorů se Turecko, nehledě na systematické požadavky Baku, rozhodlo otevřeně do konfliktu neintervenovat a omezit se pouze na ekonomickou subvenci svého etnicky bratrského státu. Veřejné mínění v Ázerbájdžánu nezaujalo k turecké politice jednoznačný postoj. Někteří Turecko rázně odsuzovali, jiní se k němu stavěli s větší mírou solidarity. Faktem ale zůstávalo to, že svojí první velkou zkouškou v postsovětském prostoru Turecko neprošlo, což ve všech turkických státech regionu vyvolalo nemalé pochyby o tom, zda je Turecko doopravdy schopné efektivně konkurovat Rusku a kandidovat na pozici regionální leadera.
Od momentu ukončení válečného stádia karabašského konfliktu se vztahy mezi Ankarou a Baku začaly bazírovat spíše na vzájemné ekonomické prosperitě. Nehledě na klasický model asymetrických vztahů mezí větším a menším státem, kdy větší stát by měl mít vyšší úroveň vlivu na svého menšího partnera, v rámci konceptualizace bilaterálních dohod mezi Tureckem a Ázerbájdžánem mělo Baku paradoxně vyšší míru vlivu na Ankaru. Příkladem tohoto paradoxního uspořádání vztahů je dohoda mezi Tureckem a Ázerbájdžánem z roku 2012 o společné kooperaci v rámci energetického exportu. Základním aktérem této dohody je ázerbájdžánská energetická společnost SOCAR, jež je pro tureckou ekonomiku jedním z nejdůležitějších zahraničních partnerů. V rámci bilaterální dohody z roku 2012 mělo dojít na popud SOCARU k výstavbě plynovodu TANAP. Tento projekt by měl představovat revoluční řešení v kontextu dodávek kaspického plynu do Evropy. Logicky tedy i účast Turecka na výstavbě plynovodu TANAP v podobě tranzitní země, by rázně revitalizovala pozice Ankary v Evropě a dovolila by jí zvětšit své šance pro vstup do EU. Právě tato skutečnost byla motivací Turecka obnovit své přátelské vztahy s Baku apelací na společný turkický původ a zaručila se Ázerbájdžánu v přetrvání ekonomické blokády Jerevanu prostřednictvím uzavření svých hranic s Arménií.
Konflikt v Náhorním Karabachu ukázal, že Turecko nebylo schopně získat roli prvotní mocnosti v regionu Jižního Kavkazu a bylo nuceno v průběhu svých politických rozhodnutí brát v potaz oficiální pozici Ruska a západních státu. Pragmatický a kompromisní přístup Ankary k nastalé situaci byl demotivujícím signálem pro ostatní turkické státy v tom, že Turecko by v případě jejich zahraničněpolitického odklonu od Ruska, nebylo schopné dostatečně ekonomicky a bezpečnostně zajistit tuto jejích politickou reorientaci. Nehledě však na ázerbájdžánskou desatisfakci z tureckého přístupu k otázce Náhorního Karabachu se i nadále v Ázerbájdžánu interpretuje vztah mezi Baku a Ankarou, slovy bývalého ázerbájdžánského prezidenta Hejdara Alijeva, který jej klasifikoval jako jeden národ rozdělený do dvou států. S ohledem na panturkickou ideologií představuje Arménie nyní hlavní dělicí teritorium na cestě ke sjednocení mezi Tureckem a Ázerbájdžánem, které by však díky turecké teritoriální anexi bylo zlikvidováno. Na příkladu karabašského konfliktu bylo možné vidět dominantní vliv kemalismu a západních mocností na tureckou oficiální pozici v podobě brzdicího elementu jeho panturkických tendencí.

### Kazachstán
Kazachstán se řadí mezi sovětské nástupnické státy s převážně turkickým obyvatelstvem. Na rozdíl od ostatních států Střední Asie, jež získaly nezávislost po rozpadu SSSR, si Kazachstán dokázal udržet vyšší ekonomickou míru vyspělosti, díky čemuž má možnost vystupovat na mezinárodní scéně, jako silný a vlivný aktér. Nehledě však na svojí ekonomickou úroveň, se Kazachstán potýká s řadou problémů, z nichž největší nebezpečí hrozí ze strany jeho multietnické skladby obyvatelstva. Už od osmdesátých let se v rámci Kazachstánu, začala aktivně formulovat idea národního obrození v podobě vyzdvihování kazašské archaické historie, v průběhu které se tento národ nejednou dostával do přímého konfliktu se slovanským elementem. Jelikož samotný kazašský jazyk využívá minoritní složka obyvatelstva, a to pouze v běžné mluvené podobě, mělo se jedním z hlavních cílů kazašského národního obrození stát masivní rozšíření písemné a literární podoby svého mateřského jazyka. Základním cílem celého procesu obrození bylo vytvoření nové národní identity, která by nahradila identitu starou, jež během sovětské éry byla přímo vázaná na Rusko. Daná identita se mohla promítnout do dvou potenciálních dichotomií. První z nich bylo komplexní rozdělení obyvatelstva na dvě skupiny – na Kazachy a Nekazachy. Tato klasifikace obyvatelstva by však způsobila oddálení své identity od ostatních muslimských a turkických národů, což by v konečném důsledku mohlo vést k oslabení Kazachstánu díky interním kulturně-lingvistickým sporům v rámci obyvatelstva. Druhou variantou etnické polarizace Kazachstánu byla dichotomie v podobě rozdělení obyvatelstva na turkické a neturkické národy. Tato etnická klasifikace by následně přispěla k větší míře komunitarizace národních cílů napříč všemi turkickými etniky v rámci Kazachstánu. Právě proto se kazašská vláda rozhodla ve své etnopolitice držet druhého schématu etnické polarizace svého obyvatelstva. Mobilizačním instrumentem pro realizaci této struktury národní identity se stalo panturkické hnutí, jež nabízelo široké spektrum společných pojících esencí a dávalo možnost rozšířit záběr působnosti kazašského národního obrození i mimo samotné Kazachy. Celý koncept procesu realizace společné turkické nadnárodní identity bazíroval na pěti základních pilířích.
První pilíř představoval nutnou potřebu Kazachů zbavit se svého dlouhodobého komplexu méněcennosti, který vznikl díky mnoholeté nadvládě ze strany Ruska ať už během carismu nebo Sovětského svazu. Nástrojem realizace tohoto procesu bylo periodické vyzdvihování společné turkické kultury v kombinaci s bohatou historií. Už v rámci školní výuky se měla u dětí percepce sama sebe profilovat ne pouze jako Kazachů, ale primárně jako příslušníků turkického etnika. Propagace panturkického programu se neměla týkat pouze kazašské části obyvatelstva, ale i ostatních turkických národů v rámci Kazachstánů.
Druhý pilíř se již odvíjel od státních strategických a politických cílů. Nehledě na skutečnost, že samotná ideologie panturkismu vznikla jako reakce na ruskou expanzivní politiku, tak se v kazašské interpretaci vlastní historie často záměrně vynechávaly pasáže o rusko-turkických střetech. Příčinou výkladu této podoby historické minulosti je i nadále přetrvávající dependence Kazachstánu na Ruské federaci jak v rámci v ekonomického tak i ve vojenském sektoru. Veřejná proklamace protiruských tendencí ve vnitřní nebo v zahraniční politice by mohla způsobit silné ochlazení bilaterálních vztahů s Ruskem, které s sebou kromě ekonomické prosperity nesou i posílení vnější bezpečností Kazachstánu, jež je v dnešní době silně ohrožována primárně ze strany ČLR.
Třetí pilíř představuje umělou konstrukci komunitární minulosti za cílem rekonciliace jak předešlých tak i potenciálně očekávaných interních sporů. Jelikož v průběhu historie docházelo k válečným konfliktům i mezi samotnými turkickými národy, bylo potřeba historické dějiny konstruovat na bázi společného etnického původu, který by zahnal do pozadí interní historické rozepře. Jinak řečeno, v průběhu historického vývoje neexistovaly separátní kazašské, uzbecké, turkmenské, turecké, tatarské a kyrgyzské zájmy, jež šly proti sobě, ale byl zde pouze jeden společný zájem turkický. Snaha o zkreslení historických události byla výsledkem obav Kazachstánu z možného probuzení nacionalismu na svém území, který byl v průběhu existence SSSR rázně potlačován. Precedens pro kazašskou vládu v tomto ohledu byl vznik rivality mezi Rusy a Ukrajinci hned po rozpadu SSSR, nehledě na jejich společný původ z Kyjevské Rusi.
Poslední důležitý pilíř v rámci konstrukce národní identity představuje potřebu klasifikace role islámu v celém obrozeneckém procesu. Samotný Kazachstán se navenek prezentuje jako sekulární stát, který na rozdíl od sousedního Uzbekistánu nikdy nepřikládal velký význam náboženství v politickém sektoru. Avšak při realizaci myšlenky panturkismu si političtí představitelé uvědomovali, že by bylo kontraproduktivní nevyužít religiózního prvku jako sjednocujícího instrumentu turkických národů na území Kazachstánu. Rigidní aplikace pouze jazykové politiky by dle jejich názoru nebyla dostačujícím mobilizačním elementem, a proto se rozhodli do své historické interpretace zakomponovat islám jako jednu z nejpodstatnějších esencí, jež motivovala jednotlivé turkické národy ke společnému postupu proti náboženský cizímu nepříteli.
Kombinací specifické historické interpretace, propagací sdíleného náboženství a jazykové politiky se kazašská vláda snažila docílit eliminace potenciálních nacionálních střetů v rámci svého území, jež bezprostředně hrozily všem multietnickým státům v postsovětském prostoru. Prostřednictvím využití panturkismu, jako mobilizačního instrumentu a náboženství jako společného kulturního pojítka mělo dojít ke vzniku moderní nadnárodní identity, která v sobě neměla obsahovat pouze majoritní kazašské obyvatelstvo, ale i ostatní muslimsko-turkická etnika obývající tento stát. V kontextu protínání se panturkismu s příbuzným ideologiemi je možné konstatovat, že kazašská varianta panturkismu přebírá ideu plošné nadnárodní identity od panosmanismu a omezení se v působnosti pouze na své teritoriální hranice od kemalistického turkismu. Na příkladu Kazachstánu je též možné vidět v praxi instrumentální syntézu mezi nacionalismem a náboženstvím v rámci panturkismu.

## Indukce panturkismu vpostsovětském prostoru
Na příkladu Ázerbájdžánu a Kazachstánu jsme si ukázali dva možné přístupy k panturkismu a jeho způsoby implementace. Z pohledu Ázerbájdžánu se jedná o ideologický koncept, za pomoci kterého je možné realizovat myšlenku teritoriálního sjednocení s etnicky příbuzným státem, čímž by došlo k vojenskému a ekonomickému posílení státu vlastního. Od rozpadu SSSR procházel ázerbájdžánský způsob implementace panturkismu určitým vývojem. V první fázi mělo k naplnění panturkického konceptu dojít vojenskou formou, kdy konflikt v Náhorním Karabachu mohl sloužit jako dostatečná záminka pro vojenskou intervenci Turecka do Arménie, čímž by následně došlo k překonání největší teritoriální překážky na cestě za sjednocením s Ázerbájdžánem. Způsob implementace ve druhé fázi byl již spíše ekonomického rázu, kdy obě dvě strany se snažily o navázání bilaterálních obchodních vztahů, jež by měly pozitivní vliv na jejich oboustranný ekonomický vývoj. Oficiální pozice Turecka v průběhu celého karabašského konfliktu byla neutrální, kdy Turecko se na základě obav ze střetu s Ruskem a narušení vztahů s USA nerozhodlo otevřeně vojensky vystoupit proti Arménii. Z pragmatického úhlu pohledu si Ankara svým přístupem k danému konfliktu dokázala udržet relativně dobré vztahy s oběma velmocemi. Z panturkické perspektivy však došlo k její diskreditaci jako potenciálního v očích postsovětských turkických států. Paradoxním jevem je, že nehledě na zájem USA o co největší míru angažovanosti Turecka na Jižním Kavkazu, došlo z americké strany k využití všech možných nátlakových metod s cílem zabránění realizace turecké expanze do Arménie. Důvodem k tomuto postoji USA byla neochota riskovat přímý střet s Ruskem pro realizaci tureckých teritoriálních ambicí. Kdybychom tuto konkrétní událost chtěli komparovat s teoretickým konceptem panturkismu, tak bychom narazili jak na shody tak i neshody. Shodným prvkem by se jevil fakt, že daná panideologie se snažila o svoji realizaci během momentu destabilizace a možného narušení statusu quo, což je charakteristické nejen pro panturkismus samotný ale i pro ostatní panideologie jak takové. Neshodným elementem by bylo nahrazení panturkistického maximalismu tureckým racionalismem v podobě snahy o vyhnutí se narušení ekonomických vztahů s Ruskem a následný apel na ekonomickou stránku celé problematiky.
Kazachstán na rozdíl od Ázerbájdžánu, viz Levon Ter-Ghazaryan, vnímal panturkismus, jako možný mobilizační nástroj pro vytvoření své národní identity bez skoro žádných expanzivních tendencí. Největším problémem nově vzniklé nezávislé kazašské republiky byla etnická pestrost jeho obyvatelstva, která v určitý moment mohla sehrát roli katalyzátoru kulminace nacionálního napětí v rámci tohoto státu. Proto bylo zapotřebí do konceptu vytváření své národní identity zapojit kromě Kazachů i ostatní turkická etnika, díky čemuž by došlo k zahrnutí co největšího počtu obyvatelstva do celého procesu národního obrození. Realizace tohoto konceptu měla proběhnout za pomoci interpretace zkreslené historie, utlumení vzájemných historických konfliktů a instrumentálního využití náboženství jako silného pojícího prvku, nehledě na svůj sekulární profil vládnutí. Kazašská a ázerbájdžánská variace panturkismu je, stejně jako jeho turecká varianta, ovlivněná značnou mírou pragmatického racionalismu, který se opět projevuje ve snaze o udržení stabilních ekonomických a politických vztahů s Ruskem. Na základě obav z možného konfliktu s Moskvou se Astana v rámci své proklamace panturkismu, snaží vyhnout historickým pasážím obsahujícím popis turkicko-ruských válečných střetů. Tímto postupem se kazašská vláda pokouší o historickou idealizaci vztahů mezi turkickými a slovanskými národy nehledě na fakt, že samotná ideologie panturkismu vznikla jako protireakce na nadvládu slovanských národů nad turkickými. Díky velké míře pragmatismu, historické idealizaci rusko-turkických vztahů a umělé inkluzi religiózního prvku se dá konstatovat, že kazašská percepce panturkismu je spíše osvícensko-instrumentálního rázu. Jediným kazašským panturkickým prvkem, jenž měl sekundární vliv na vývoj za hranicemi Kazachstánu, byla pasivní subvence ze strany kazašské vlády ujgurských separatistických organizací na svém území. Komparací kazašské podoby panturkismu s teoretickým rámcem tohoto panhnutí se opět dostaneme k nesouladu v podobě absence maximalismu a vysoké míry racionalismu bez teritoriálních ambicí.
Výsledkem induktivní metod, kterou provedl Levon Ter-Ghazaryan poznání panturkismu je tzv. neúplná indukce, která v sobě nezahrnuje komplexně všechny panturkické projevy, z důvodu omezené rozsáhlosti této studie a teritoriálního ohraničení zkoumané oblasti působnosti. Avšak i neúplná indukce, jež se bazíruje na podrobné analýze percepce a způsobu implementace panturkismu (a do určité míry i panturanismu) Ázerbájdžánem a Kazachstánem nám může v obecné rovině poskytnout velice jasný profil praktické aplikace zkoumané panideologie. Na základě provedených analýz lze tedy induktivní metodikou konstatovat, že díky velké míře racionalismu, pragmatismu, náklonu k westernismu a konstruktivnímu využití náboženského prvku, panturkismus pro postsovětské turkické státy nepředstavuje romanticko-primordiální pojící esenci, nýbrž osvícensko- instrumentální schéma, které politickým elitám těchto států pomáhá při realizaci svých vnitropolitických a zahraničněpolitických cílů.

#### Publikace
- ANDERSON, B. (1991). Imagined Communities. Revidované vydání. London- New York: Verso (New Left Books), 1991. 224 s.; citováno dle: HROCH, M. (2003). Pohledy na národy a nacionalismus. 1 vydání. Praha: Slon, 2003. 451 s. ISBN 80-86429-20-2.
- ARENDTOVÁ, H. (1996). Původ totalitarismu I-III. 1 vydání. Praha: Oikoymenh, 1996. 679 s. ISBN 80-86005-13-5.
- BALAEV, A. (2009). Mamed Emin RASULZADE. 1 vydání. Moskva : Flinta, 2009, 288 s. ISBN 978-5-9765-0785-2.
- CULLEN, L.M. (2003). A History of Japan, 1582–1941. 1 vydání. Cambridge: Cambridge University Press, 2003. 376 s. ISBN 978-0-521-82155-1.
- DANNREUTHER, R. (1994). Creating new states in Central Asia : the strategic implications of the collapse of Soviet power in Central Asia. 1 vydání. Londýn: Brassey's : International Institute for strategic studies, 1994- Adelphi paper 288. 83 s. ISBN 1857531906
- GELLNER, E. (1993). Národy a Nacionalismus. Praha: Josef Hříbal, 1993. 159 s. ; citováno dle: TESAŘ, F. (2007). Etnické konflikty. 1 vydání. Praha: Portál, 2007. 251 s. ISBN 978-80-7367-097-9.
- GELLNER, E. (2005). Jazyk a Samota: Wittgenstein, Malinowski a habsburské dilema. Brno: CDK, 2005. 248 s.; citováno dle: HIRT, T. Přehled základních tezí modernistického pojetí nacionalismu. Odborná studie. Antropowebzin. Filozofická fakulta ZČU v Plzni, 2007. č. 2-3. s. 27-35. ISSN 1801-8807 Dostupné z: http://antropologie.zcu.cz/media//webzin/AntropoWEBZIN%202-3_2007.pdf%5B%5D
- HANIOGLU, S. (2008). Turkey in the Modern World : The Second Constitutional Period. 1 vydání. Edinburgh: Cambridge University Press 2008. 541 s. ISBN 978-0-521-62096-3.
- KAYALI, H. (1997). Arabs and Young: Turks Ottomanism, Arabism, and Islamism in the Ottoman Empire, 1908–1918. 1 vydání. California: University of California Press, 1997. 266 s. ISBN 978-05-2020-446-1.
- KRATOCHVÍL, P. (2008). Teorie Evropské Integrace. 1 vydání. Praha: Portál, 2008. 219s. ISBN 978-80-7367-467-0
- LANDAU, J. (1981). Pan-Turkism: From Irredentism to Cooperation. 2 vydání. London: C. Hurst & Co. 1981. 275 s. ISBN 1-85065-223-6
- MANDELSTEIN, A.N. (1930). Turciya i Pan-Turanism. Paříž : Impr. de Navarre,1930. 168 s.
- NATALI, SH. (2013). Pan-tjurkism od Ankary do Baku. 1 vydání. Pětrihoří : Knihovna Národní Ideje, 2013. 208 s. ISBN 978-5-78527-503-4.
- SNYDER, T. (2005). Sketches from a Secret War: A Polish Artist's Mission to Liberate Soviet Ukraine. 1 vydání. Yale : Yale University Press, 2005. 347 s. ISBN 978-0-300-10670-1
- SOTNICHENKO, A.A. (2008). Razcvet i zakat pan-tjurkisma na rubezhe XX-XXI. vekov. Rachmat-Name: Sborník statěj k 70-letiju Rachmata Rachmimoviča Rachimova. 1 vydání. Petrohrad: MAE RAN, 2008. 487 s.
- SVARANC, A.A. (2002). Pan-tjurkism v Geostrategii Turcii Na Kavkaze. 1 vydání. Moskva: Gumanitarij, 2002. 600 s. ISBN 5-89221-022-7.
- ŠPIČANOVÁ, L. (2011). Komparativní analýza konfliktu v Acehu a na Východním Timoru. Brno: Centrum pro studium demokracie a kultury (CDK). 1. vydání, 223 s., ISBN 978-80-7325-255-7.
- TESAŘ, F. (2007). Etnické konflikty. 1 vydání. Praha: Portál, 2007. 251 s. ISBN 978-80-7367-097-9.
- UZER, U. (2011). Identity and Turkish Foreign Policy: The Kemalist Influence in Cypru sand the Caucasus. 1 vydání. London : I.B. TAURIS, 2010. 242 s. ISBN 978-1-84885-569-4
- VAĎURA, V., ŠMÍD, T. (2007), Etnické konflikty v postkomunistickém prostoru. Brno: Centrum pro studium demokracie a kultury. 278 s., ISBN 978-80-7325-126-0.

#### Odborné články
- ADOGAMHE, P. (2008). PAN-AFRICANISM Revisited : Vision and Reality of African Unity and Development. African review of integration, Vol. 2, No.2, s. 1-34 . ISSN 1993-6176.
- ATAÖV, T. (1980). The Principles of Kemalism. The Turkish Yearbook of International Relations, Vol. 20, s. 19-44. ISSN 0544-1943.
- BABAYAN, D. (2011). Arcachskaya problem i ideologiya pan-tyurkisma. 21-ij VЕК, Vol. 20, No. 4, s. 67-99. Dostupné z: http://noravank.am/upload/pdf/06.Davit%20Babayan_21_Vek_04_2011.pdf
- BABAYAN, D. (2011). Pan-tjurkism i geopolitika Kitaya. 21-ij VЕК, Vol.21, No.1,s. 52- 81. Dostupné z: http://noravank.am/upload/pdf/4.Davit%20Babayan_21_Vek_01_2012.pdf
- BARŠA, P. (1995), Individualismus a komunitarismus. Americké diskuze o liberalismu a hodnotě společenství. Politologický časopis. č. 3, s. 192-206. ISSN 1805-9503.Dostupné z: http://www.politologickycasopis.cz/userfiles/file/1995/3/1995-3-2-Barsa-%5B%5D Individualismus%20a%20komunitarismus.pdf
- BARŠA, P. (1997), Krvavý zrod národů: případ Jugoslávie. Politologická revue, Praha, Česká společnost pro politické vědy., vol. 1997, No. 1, s. 88-107. ISSN 1211-0353.
- CALDWELL, B.J. (1980). A Critique of Friedman's Methodological Instrumenatlism. Southern Economic Journal, Vol. 47, No. 2, s. 366-374. ISSN 0038-4038. Dostupné z: www.JSTOR.com
- CORNELL, S.E. (1998), Turkey and the conflict in Nagorno Karabakh: A delicate balance. Middle Eastern Studies .Vol. 34, No.1, s. 51-72. ISSN 0020-7438. Dostupné z: https://web.archive.org/web/20120306132958/http://www.silkroadstudies.org/new/docs/publications/SC-MES-TR-1999.pdf
- DEMİRAG, Y (2005). Pan-Ideologies in the Ottoman empire against the west: From pan- ottomanism to pan-turkism. Turkish Yearbook of International Relations, Vol. 36, s. 139- 156. ISSN 0544-1943. Dostupné z: https://web.archive.org/web/20180127031416/http://www.politics.ankara.edu.tr/yearbookdizin/dosyalar/MMTY/36/6_yelda_demirag.pdf
- JELÍNEK, P. (2003). Africká unie – integrace reálná nebo deklarativní?. Mezinárodní vztahy, Vol. 38, No. 1, s. 52-67. ISSN 0323-1844. Dostupné z: http://jhss-khazar.org/MV2003-1%20Jel%C3%ADnek.pdf%5B%5D
- KESICI, O. (2011). The Dilemma in the Nation-Building Process:The Kazakh or Kazakhstani Nation?. Journal on Ethnopolitics and Minority Issues in Europe, Vol 10, No 1, 2011, s. 31-58.       ISSN 1617-5247. Dostupné z: https://web.archive.org/web/20180329012303/http://www.ecmi.de/fileadmin/downloads/publications/JEMIE/2011/Kesici.pdf
- KOZYREV, T. (2010). The Role of Turkic and Islamic Factors for Current Kazakhstani Identity Formation. Journal of Azerbaijani Studies, s.65-80. Discontinued in 2010. Continued by Khazar Journal of Humanities and Social Sciences ISSN 2223-2613. ISSN 1027-3875. Dostupné z: http://jhss-khazar.org/wp-content/uploads/2010/06/07THE-ROLE-OF-%5B%5D TURKIC-AND-ISLAMIC-FACTORS-yeni.pdf
- KUBIŠOVÁ, Z. (2012). Pohledy na národ a nacionalismus jako součást evropské vzdělanosti. Paideia : Philosophicale: Journal of Charles University, Vol. 9, No. 3-4, s. 1- 14. ISSN 1214-8725. Dostupné z: http://userweb.pedf.cuni.cz/paideia/download/kubisova.pdf
- LIEBIG, M. (2006). AN UNUSUAL FRIENDSHIP: Otto von Bismarck and John Lothrop Motley. Executive Intelligence Review – History, Vol. 33, No.17, s. 58-65. ISSN 0273-6314. Dostupné z: http://www.larouchepub.com/eiw/public/2006/2006_10-19/2006_10-%5B%5D 19/2006-17/pdf/58-65_617_histbismarck.pdf
- MUSTAFINA, A. (2014). Trans boundary water issues between Kazakhstan and China. IOSR Journal Of Humanities And Social Science (IOSR-JHSS), Vol. 19, No.1, Ver.3, s. 91-94. ISSN 2279-0837. Dostupné z: http: //iosrjournals.org/iosr-jhss/papers/Vol19- issue1/Version-3/M019139194.pdf
- O’KEARNEY, D. (2008). Enver Pasha and the basmachi rebbelion. Crossroads : An interdisciplinary journal of the study of history, philosophy, religion and classics, Vol. 3, No. 1, s. 98-105. ISSN 1833-878X. Dostupné z: http://www.uq.edu.au/crossroads/Archives/Vol%203/Issue%201%202008/Vol3Iss108%20%5B%5D -%2016.OKearney%20(p. 98-105).pdf
- ONIS, Z. (2001). TURKEY AND POST-SOVIET STATES: Potential and limits of regional power influence. Middle east Review of International Affairs, Vol. 5, No. 2, s. 66-74 . ISSN 1565-8996. Dostupné z: http://www.gloria-center.org/meria/2001/06/onis.pdf%5B%5D
- PUNSMANN, B.G. (2013). Implications of Turkish-Azerbaijani Relations for Regional Security and Development. Instituto Affari Internazionali – IAI Working Papers, Vol. 13, No. 28, s. 2-12. ISSN 2280-4331. Dostupné z: http://www.iai.it/pdf/DocIAI/iaiwp1328.pdf%5B%5D
- SEZER, D.B. (2000). Turkish-Russian Relations: The Challenges of Reconciling Geopolitical Competition with Economic Partnership. Turkish Studies, Vol. 1, No.1, s. 59- 82. ISSN 1468-3849.
- SHICHOR, Y. (2006). Fact and Fiction: A Chinese Documentary on Eastern Turkestan Terrorism. China and Eurasia Forum Quarterly, Vol. 4, No. 2, s. 89-108. ISSN 1653-4212.
- SIEGL, E. (2010). Proměny a kontinuita ve vývoji tureckého sekularismu. Mezinárodní vztahy, Vol. 45, No. 2, s. 123-134. ISSN 0323-1844.
- SMITH, A.D. (1992). National Identity and the Idea of European Unity. International Affairs, Vol. 68, No. 1, s. 55-76. ISSN 1468-2346. Dostupné z: www. JSTOR.com
- SOULEIMANOV, E. (2007), Konflikt v Náhorním Karabachu. Acta Universitatis Carolinae. Studia Territorialia. č. 10, s. 299-319. ISSN 1213-4449. Dostupné z: http://stuter.fsv.cuni.cz/index.php/stuter/article/viewFile/214/174
- TRAGER, R.F. (2012). Long-Term Consequences of Aggressive Diplomacy: European Relations after Austrian Crimean War Threats. Security Studies, Vol.21, No.2, s. 232-265. ISSN 1556-1852
- TASPINAR, Ö. (2008). Turkey’s Middle East Policies: Between Neo-Ottomanism and Kemalism. Carnegie Endowment for International Peace, No.10, 29 s. ISSN 1044-7458. Dostupné z: http://carnegieendowment.org/files/cmec10_taspinar_final.pdf
- YAMSKOV, A. (1991), Ethnic Conflict in the Transcausasus: The Case of Nagorno- Karabakh. Theory and Society, Vol. 20, No. 5, Special Issue on Ethnic Conflict in the Soviet Union, s. 631-660 . ISSN 1573-7853 Dostupné z: http://www.jstor.org/stable/657781.

#### Jiné dokumenty
- FENEIS.R.W. Pan-turkism, Turkey, and the muslim peoples of the former soviet union: A modern problem in historical. Individuální studijní projekt. U.S. Army War College, Pensylvánie, 1922. Vedoucí práce plukovník David Twining .67 s. Dostupné z: http://www.dtic.mil/dtic/tr/fulltext/u2/a251827.pdf Archivováno 25. 2. 2017 na Wayback Machine.
- GILAZOV, I. Tjurkism : Stanovlenie i Razvitie (osnovnaya charakteristika). Odborná studie. Kazaňská Státní Univerzita Východních Studií, Kazaň 2002. 70 s. Dostupné z: http://old.kpfu.ru/f11/bin_files/gilazov_tyurkizm!8.pdf Archivováno 24. 10. 2018 na Wayback Machine.
- HIRT, T. Přehled základních tezí modernistického pojetí nacionalismu. Odborná studie. Antropowebzin. Filozofická fakulta ZČU v Plzni, 2007. č. 2-3. s. 27-35. ISSN 1801-8807 Dostupné z: http://antropologie.zcu.cz/media//webzin/AntropoWEBZIN%202-3_2007.pdf%5B%5D
- ISHTIAQ, A. From Pan-Islamism to Muslim Nationalism: The Indian Muslim Response to the Turkish War of Liberation. Odborná studie. International Conference Turkish War of Liberation. National Institute of Historical & Cultural Research – Pakistan, 2005. 16 s. Dostupné z: http://www.ishtiaqahmad.com/downloads/Paper_Khilafat_05.pdf Archivováno 19. 2. 2019 na Wayback Machine.
- JUNG, D., PICOLLI, W. Pan-Turkist Dreams andPost-Soviet Realities: The Turkish Republic and the Turkic States in the 1990s : draft version of the forthcoming book. Köbenhavn, 2000. 39 s. Copenhagen Peace Research Institute, COPR. ISSN 1397-0895. Dostupné z: http://edoc.bibliothek.unihalle.de/servlets/MCRFileNodeServlet/HALCoRe_derivate_0000 0047/Pan-Turkist040112.pdf
- JELEN, L. (2009), Změny etnické struktury v kavkazském regionu od konce 80. let:primární statistický rozbor. Geografie – Sborník české geografické společnosti. č. 2 roč. 114, 130-144 s. Dostupné z: http://geography.cz/sbornik/wpcontent/uploads/2009/08/g09-%5B%5D 2-4jelen.pdf.
- MUCHETDIN, D.V. Forumi rosijskich muslman na poroge novogo tisichyaletia. Historický sborník muslimských sjezdů v Rusku (1905–2005). Nižnij Novgorod :  Machinur 2006. 320 s. Dostupné z: http://www.abu-hanifa.ru/photos/forums/forum_1.pdf%5B%5D
- NILOV, J., PETROV, I. Vostochno-Islamskaya Civilizaciya. 2 vydání. Stranický studijní materiál. Moskva: Podolská periodika, 2014. 266 s.
- OGUZ, A. The interplay between turkish anf hungarian nationalism: Ottomna pan-turkism and hungarian turanism (1890–1918): diplomová práce. Ankara 2005. 134 s. The Middle East Technical University. Vedoucí práce Prof. Dr. Ceylan Tokluglu. Dostupné z: http://etd.lib.metu.edu.tr/upload/12606629/index.pdf
- SAALER, S. Pan-asianism in Meiji Taishô Japan: a preliminary framework. Tokyo, 2002. 35 s. Deutsches Institut für Japanstudien. Dostupné z: https://web.archive.org/web/20140210163042/http://www.dijtokyo.org/publications/PanAsianismusSaaler_WP.pdf
- SISEMORE, J.D. The russo-japannese war, lessons not learned: diplomová práce. Kansas 1991. 144 s. M.S. Southwest Missouri State University. Vedoucí práce Thomas M. Huber, Ph.D. Dostupné z: https://web.archive.org/web/20140528035418/http://library.uoregon.edu/ec/e-asia/read/russo-japanez.pdf